# Personnages de Sex and the City
Cet article présente les différents personnages de la série télévisée Sex and the City.

## Personnages principaux

### Carrie Bradshaw
« Il est presque impossible de trouver une personne qui vous aimera pour vous. J'ai été assez chanceuse pour en trouver trois. » (« It's nearly impossible to find one person who will love you for you. I was lucky enough to find three. »)
Elle est la voix de la série car chaque épisode est structuré autour de sa pensée pendant qu'elle écrit sa rubrique hebdomadaire, Sex and the City pour le journal factice The New York Star. Étant membre de la jet set de New York, elle fréquente assidûment les clubs, bars et restaurants de la ville. Elle est reconnue pour son sens unique de la mode, mélangeant ensemble divers courants vestimentaires dans une même tenue (il n'est pas rare qu'elle s'habille en mixant vintage à la Marimekko et haute couture). Se proclamant elle-même fétichiste de la chaussure, elle consacre la majeure partie de son temps (et de son compte bancaire) à des chaussures de créateur, principalement des Manolo Blahnik, bien qu'elle soit aussi connue pour porter des Christian Louboutin et des Jimmy Choo. Dépassant souvent ses limites financières lors d'emplettes, il n'est pas vraiment expliqué dans la série comment le revenu modeste d'une chroniqueuse pourrait soutenir un tel penchant, mais dans les saisons ultérieures, elle regroupe ses essais dans un livre et devient pigiste pour le magazine Vogue, à 4,50 USD le mot, ce qui lui assure des revenus complémentaires. Une autre source de fierté est son appartement : un studio dans un immeuble sur Perry street, qu'elle finira par acheter au moment de sa séparation d'Aidan, achat qu'elle réussit à effectuer grâce à l'argent que lui prête Charlotte.

### Charlotte York
« J'ai des rendez-vous depuis que j'ai quinze ans, je suis épuisée. Mais où est-il !? » (« I've been dating since I was fifteen, I'm exhausted. Where is he!? »)
C'est une marchande d'art ayant reçu l'éducation bourgeoise du Connecticut. Elle est celle qui a le plus de tabous et qui a la façon de penser la plus traditionnelle du groupe. Elle met la plupart du temps l'accent sur l'amour par opposition à la luxure, et sur la recherche de son Prince Charmant. Souvent en conflit avec les actions plus libertines présentes dans la série (principalement celles de Samantha), elle a une attitude plus droite au sujet des rapports amoureux et sexuels, basés sur des règles de l'amour et du rendez-vous. En dépit de ses idées conservatrices, elle a fait des concessions (quand elle était mariée) qui ont étonné ses amies, sexuellement plus libres. Elle renonce à sa carrière peu de temps après son premier mariage, divorce à cause de différences inconciliables autour de la question de la fécondation in vitro et reçoit un appartement sur Park Avenue dans le règlement du divorce. Elle se remarie par la suite à l'avocat qui s'est occupé de son divorce, Harry Goldenblatt, après s'être convertie au judaïsme.

### Miranda Hobbes
« Je ne peux pas me permettre d'avoir un bébé. Je pourrais à peine trouver le temps de programmer cet avortement. » (« I can't have a baby. I could barely find time to schedule this abortion. »)
Elle est avocate et sa carrière a la place la plus importante dans sa vie. Elle a des points de vue extrêmement cyniques sur les relations amoureuses et sur les hommes. Diplômée de l'université Harvard, elle vient de Philadelphie. Elle est la meilleure amie, la confidente et la voix de la raison de Carrie. Dans les premières saisons, elle est décrite comme étant masculine et pratiquement misandrique, mais cette image disparaît au cours des saisons, en particulier lorsqu'elle tombe enceinte de son ex-petit ami, Steve Brady, avec lequel elle finit par se marier. La naissance de son fils, Brady Hobbes, l'amène vers de nouvelles perspectives (elle est accro au travail) : elle trouve bientôt une manière d'équilibrer sa carrière et sa maternité. Des quatre femmes, elle est la première à acheter un appartement, et possèdera plus tard une maison dans Brooklyn. Miranda est obsédée par un soap opera imaginaire dans la série : Jules et Mimi. Il apparaît dans le deuxième épisode de la sixième saison.

### Samantha Jones
« Baise-moi mal une fois, honte sur toi. Baise-moi mal deux fois, honte sur moi. » (« Fuck me badly once, shame on you. Fuck me badly twice, shame on me. »)
C'est la plus âgée du groupe. Elle est attachée de presse, indépendante et s'avère être une séductrice inconditionnelle qui évite de s'impliquer avec ses partenaires, en maintenant ses relations avec eux au niveau sexuel, tout en satisfaisant chaque désir charnel possible et imaginable. Elle croit qu'elle a eu des « centaines d'âmes sœurs » et insiste pour que ses partenaires sexuels partent dans l'heure après qu'elle a atteint l'orgasme. Dans la troisième saison, elle déménage de son appartement situé dans l'Upper East Side, pour un loft du Meatpacking District, quartier devenant à la mode. Au cours de la série, elle a quelques vraies relations amoureuses, mais elles sont moins conventionnelles que celles de ses amies. Malgré son côté léger, Samantha cache des faiblesses que l'on voit apparaître lors des dernières saisons ; ainsi, lorsque Miranda perd sa mère, elle est confrontée à un dilemme : comment présenter ses condoléances à son amie, elle qui ne dit jamais rien de sérieux…
De même, alors qu'elle se présente sans complexe et ouverte à toute expérience sexuelle, elle a quand même des limites : elle refuse le sado-masochisme ou encore sera choquée quand une adolescente lui avouera pratiquer certains actes sexuels depuis l'âge de onze ans (Samantha se félicitera alors d'avoir eu une vraie enfance). Et ce n'est que dans la dernière saison qu'elle trouvera réellement l'amour sous les traits de Smith, un jeune acteur.

## Principaux petits-amis
Tous les personnages principaux ont des relations amoureuses ou sexuelles avec des personnages qui sont apparus dans seulement un épisode, ou des relations plus poussées dans deux ou trois épisodes, mais les personnages énumérés ci-dessous sont au centre de relations ayant duré un certain moment.

### De Carrie

#### John James Preston (Mr. Big)
De son vrai nom "John James Preston" mais désigné par Carrie et ses amies simplement sous le nom de Big (pour "The Big Love"), il excite et attire Carrie tout le long de la série : elle voit en lui son homme idéal, mais, à de nombreuses reprises, il ne peut satisfaire ses besoins et désirs émotionnels. La relation entre Carrie et Big n'est pas stable : dans la première saison, ils sont ensemble mais ils se quittent avant la fin de la saison et le refont encore une fois dans la deuxième saison. Après deux ans d'un engagement plus ou moins concret et d'une indisponibilité émotionnelle, Big se marie avec une cadre d'une vingtaine d'années qui travaille chez Ralph Lauren, Natasha (interprétée par Bridget Moynahan). Mais après sept mois de mariage, il commence à désirer ardemment Carrie et à avoir secrètement une relation avec elle. Bien qu'elle soit avec Aidan, Carrie succombe à la tentation mais finit par le repousser. Une fois Big divorcé de Natasha, il se rapproche de Carrie et tous les deux entretiennent alors une véritable amitié, toujours quelque peu ambiguë. Il déménage dans la Napa Valley en Californie, mais Carrie, pour son livre, se rend en Californie et ils se voient. Il revient à New York un an après à cause d'une angioplastie. À la fin de la série, il va voir Carrie pour lui dire qu'il est enfin prêt à se mettre avec elle, mais est brutalement repoussé. Il n'abandonne pas, et, avec la bénédiction de Charlotte, de Samantha et de Miranda, réessaie une autre fois à Paris où se trouve Carrie. À la fin de la série, les deux entament une relation saine à New York. Les auteurs utilisent un pseudonyme au lieu d'un nom réel pour symboliser l'indisponibilité émotive du personnage. À la fin de la série, alors que Carrie marche dans la jungle de New York, son vrai nom est indiqué sur le téléphone portable de Carrie… et c'est John.

#### Aidan Shaw
Autre petit-ami de Carrie, leur relation a duré un moment. Il est un gentil designer de meubles et l'opposé de Big par rapport à son comportement émotionnel. Au début, Carrie n'est pas très impliquée dans leur relation apparemment parfaite, mais avec le temps, elle résout ses problèmes émotionnels par rapport à Big. Cependant, Aidan rompt quand elle a enfin fait le deuil de sa relation avec Big et avoué l'avoir trompé avec celui-ci. Ils se remettent ensemble un an après, vivent ensemble, Aidan achète l'appartement à côté de celui de Carrie et décide de casser le mur entre les deux. Elle accepte sa proposition de mariage avant de se rendre compte qu'elle ne peut pas satisfaire ses besoins. Finalement, ils mettent fin à leur relation, après n'avoir passé qu'une seule et unique nuit de l'autre côté du mur. Il est indiqué plus tard qu'Aidan s'est marié et a un fils, Tate.

#### Jack Burger
Burger est, tout comme Carrie Bradshaw, un écrivain, mais ses romans sont des échecs. Après un début de relation parfaite et presque adolescente, il s'est senti dévalorisé lorsque Carrie devient une vedette grâce à son livre. Après s'être donné une dernière chance, Jack rompt avec Carrie par un post-it.

#### Aleksandr Petrovsky
Autre petit ami de Carrie. La relation avec cet homme est la dernière de la série, malgré les nombreuses difficultés qui subsistent entre eux deux. Russe d'une cinquantaine d'années, il est un artiste peintre qui adore voyager en Europe, mais a déjà été marié et a eu une fille. À cause de son âge, il a décidé de « fermer l'usine » des spermatozoïdes reproducteurs. L'impossibilité (et le non désir) pour Aleksandr d'avoir des enfants pose un cas de conscience à Carrie lors d'un épisode (saison 6, épisode 15 intitulé Baby or not baby), elle se demande si elle veut vraiment un enfant ou si elle doit se contenter d'une relation saine et stable avec un homme qui l'aime. Cependant, elle semble à la fin de l'épisode se résoudre à l'idée de ne pas avoir d'enfant. Par la suite Aleksandr, lui propose de venir s'installer avec lui à Paris, proposition que Carrie finira par accepter. Leur relation est solide et Carrie, grâce à cet homme, a complètement oublié Big. Pourtant, à Paris, les choses ne se déroulent pas comme prévu, Petrovsky ne se préoccupe que de sa carrière artistique et Carrie est reléguée au second plan, ce qu'elle vit mal. Big revient dans sa vie parce que ses amies ont senti son désarroi.

### De Charlotte

#### Trey MacDougal
Trey Mac Dougal est un chirurgien réputé qui rencontre Charlotte alors que le taxi de celui-ci manque de la renverser. Elle l'épouse très rapidement, avant même d'avoir des relations sexuelles avec lui, et découvrira par la suite qu'il souffre de graves problèmes d'érection. Après une brève séparation, ils résolvent leurs problèmes sexuels. Leur mariage prendra fin pour de bon lorsqu'ils se retrouveront face aux difficultés de la procréation par la méthode de fécondation in vitro.

#### Harry Goldenblatt
Harry Goldenblatt est l'avocat de Charlotte lors de son divorce avec Trey. Il tombe très vite sous son charme, mais Charlotte ne voit en lui qu'un bon « coup ». Alors qu'il est son opposé (maladroit, balourd et pas forcément très distingué), elle se laisse finalement charmer, Harry ayant un humour à toute épreuve, une grande sensibilité et beaucoup de tolérance. Harry, Juif, avait promis à sa défunte mère d'épouser une femme juive. Ainsi Charlotte se convertira au judaïsme par amour. Mais une dispute les séparera. Lors d'une réunion dans un club de rencontre pour célibataires new-yorkais juifs, ils reprendront leur relation et resteront ensemble définitivement, et finiront par se marier et adopter une petite fille d'origine Chinoise.

### De Miranda

#### Skipper Johnston
Ami de Carrie, il est présenté officiellement à Miranda dans un bar. Trop gentil de nature, ses conjointes ne restent que peu de temps avec lui. Ils vont rompre et se remettre ensemble plusieurs fois avant que Miranda ne s'en lasse.

#### Steve Brady
La relation de Steve et Miranda est complexe. Dès le début Steve est confronté au cynisme de Miranda qui ne croit pas que leur histoire peut aboutir (elle a couché avec lui le premier soir) et le traite comme le coup d'un soir. Par la suite alors que leur relation commence à s'installer et qu'ils tiennent énormément l'un à l'autre, la différence de classe sociale (et de revenu) va amener ce couple à la rupture une première fois. Ils retenteront une deuxième fois pour le même résultat. Par la suite, ils auront un enfant par erreur alors qu'ils s'étaient séparés. En effet, elle a couché avec lui pour lui prouver qu'il reste désirable malgré son opération qui ne lui laisse qu'un testicule (à la suite d'un cancer). L'annonce de l'arrivée du bébé donne envie à Steve de retourner avec Miranda, mais elle refuse. Pendant et après la grossesse ils coucheront ensemble à plusieurs reprises. Puis, chacun de leur côté trouve de nouveaux petits amis. Ce n'est qu'au premier anniversaire du bébé, Brady, que Miranda avouera son amour à Steve ; car elle continuait de l'aimer, et ce, malgré leur rupture. Ils se remettent ensemble et forment un couple heureux ; ils décident finalement de se marier. Miranda accepte même, pour le bonheur de leur petite famille, de quitter Manhattan pour emménager à Brooklyn.

#### Robert Leeds
Cet homme est d'abord un voisin d'immeuble avant d'être le petit ami de Miranda, après la rupture de cette dernière avec Steve. Cette relation ne dure que très peu de temps, car Miranda décide de retourner avec Steve. Un jeu malicieux se met alors en place car Robert, qui habite dans la même immeuble que Miranda, essaie de l'éviter.

### De Samantha

#### Richard Wright
Patron de Samantha, il est un des rares hommes à l'avoir rendue amoureuse. Il la couvre de cadeaux achetés par son assistant, l'emmène les week-ends à bord de son jet privé. Mais Samantha se rendra compte que Richard est incapable de rester fidèle. Alors, épuisée de le suivre pour le prendre en flagrant délit, elle le quitte lors d'un week-end à Atlantic City.

#### Smith Jerry
Jerry est serveur dans un restaurant biologique, et Samantha sera en concurrence avec beaucoup de clientes pour le ramener dans son lit. Elle met à profit ses talents d'attachée de presse pour faire de lui une vedette de cinéma. Elle le rebaptise alors Smith Jerrod. Le trouvant un peu trop jeune et immature, elle ne veut pas s'attacher à lui, mais lorsqu'il la soutient pendant sa maladie (elle a un cancer du sein), Samantha ne peut nier qu'elle commence à avoir des sentiments.

## Personnages récurrents

### Stanford Blatch
Homme, il est souvent désigné comme The Fifth Lady (« la cinquième fille »). C'est le meilleur ami de Carrie en dehors du groupe des quatre femmes. C'est un agent de vedettes gay avec un style de vie semblable à celui de Carrie. Ils se connaissent de longue date, leur relation a débuté lorsqu'ils étaient plus jeunes quand ils étaient insouciants et fréquentaient les clubs et les bars de New York. C'est le seul personnage secondaire dont la vie personnelle est montrée dans la série. Il représente le point de vue gay de la série. Dans les deux dernières saisons, il forme un couple avec un danseur de Broadway, Marcus Adente.

### Anthony Marentino
Organisateur de mariage, homosexuel, il s'occupe du mariage de Charlotte avec Trey Mac Dougal. Il devient très vite un très bon ami de Charlotte, un confident qu'elle apprécie pour sa sensibilité et son audace. Il est toujours en compétition avec Stanford et les deux ne s'aiment pas dans la série. Par contre, dans le deuxième film, Stanford et Anthony se marient après avoir surmonté leur haine l'un pour l'autre.

### Magda
Femme de ménage puis nourrice de Brady, elle est d'abord assez horripilante et stricte sur la morale, cherchant à marier sa patronne puis devient proche de Miranda et, sans beaucoup lui parler, la surveille et devient pour elle comme une seconde mère.

### Bunny MacDougal
Bunny est la mère de Trey, le premier époux de Charlotte. C'est une femme très, voire trop présente dans la vie de son fils et dans la vie de couple de ce dernier, ce que Charlotte ne voit pas d'un bon œil. Elle a un pouvoir énorme sur Trey qui lui obéit au doigt et à l'œil, elle décide, par exemple, de ce que son fils boira à table ou du matelas sur lequel il doit dormir. C'est une femme maniérée, acariâtre, têtue, autoritaire issue de la bourgeoisie d'origine écossaise. Si sa relation avec Charlotte est bonne au début, elle se dégrade avec le temps (Charlotte remet régulièrement sa belle-mère à sa place) et prend fin un peu avant le divorce, quand elle annonce à Charlotte (qui cherche à adopter) qu'elle n'acceptera pas d'avoir une "petite-fille chinoise".

## Autres personnages
Triés par prénom, dans l'ordre alphabétique.
- James : Rencontré dans un club de jazz, il sera le premier auquel Samantha s'attachera, au point de faire abstraction pendant un certain temps de leur problème sexuel (il a un très petit pénis). Finalement, elle rompra avec lui lasse de n'avoir de rapport qu'avec un homme ayant une « micro queue ».
- Maria Diego Raez : Maria est une artiste lesbienne qui a réussi à séduire Samantha. Elle veut baser leur relation sur la communication et la complicité. Or, Samantha commence à regretter les hommes et les sorties dans des endroits branchés. Maria devient très jalouse des anciennes conquêtes masculines de Samantha, qui décide alors de rompre.